# Halalaimus comatus
Halalaimus comatus är en rundmaskart som beskrevs av Christian Wieser 1953. Halalaimus comatus ingår i släktet Halalaimus och familjen Oxystominidae. Inga underarter finns listade i Catalogue of Life.